# Abbazia di Sant'Ellero
L'abbazia di Sant'Ellero è un'abbazia romanica situata a 3 km da Galeata, dove sono tuttora conservate le spoglie mortali del santo.
Si trova sulla sommità del colle che domina Galeata. Lungo una delle vie di accesso si trovano le cellette della Via Crucis, erette a cura delle famiglie principali di Galeata a metà Ottocento. Lungo la stessa strada è posizionata una colonnina, in stile bizantino, posta nel luogo del leggendario incontro tra il Santo e l'imperatore Teodorico.

## Storia
I lavori per la costruzione dell'abbazia iniziarono nel 497. L'abbazia crebbe di influenza e di potere, tanto da diventare un nullius, una "quasi diocesi" a capo di circa quaranta parrocchie, estese in un territorio compreso tra Romagna e Toscana. Il monastero fu esente dalla giurisdizione vescovile fino al 1785, quando papa Pio VI, su richiesta del granduca Pietro Leopoldo, l'aggregò alla Diocesi di Sansepolcro, il cui vescovo assunse il titolo di Abate di Sant'Ellero. Il titolo è caduto in disuso dopo il Concilio Vaticano II. In precedenza era stata ipotizzata anche la possibilità di una aggregazione dell'abbazia e del suo territorio a una erigenda diocesi di Modigliana.
Nel 1805 l'archivio abbaziale è stato trasferito nell'archivio diocesano di Sansepolcro, dove tuttora è conservato e consultabile dagli studiosi.
Nel 1975 il suo territorio è confluito nella Diocesi di Forlì, che nel 1986 è stata fusa con quella di Bertinoro per dare vita alla nuova Diocesi di Forlì-Bertinoro. Negli anni cinquanta del XX secolo è stata sottoposta a un significativo intervento di restauro promosso dal vescovo di Sansepolcro e abate di Sant'Ellero mons. Domenico Bornigia.

## Architettura

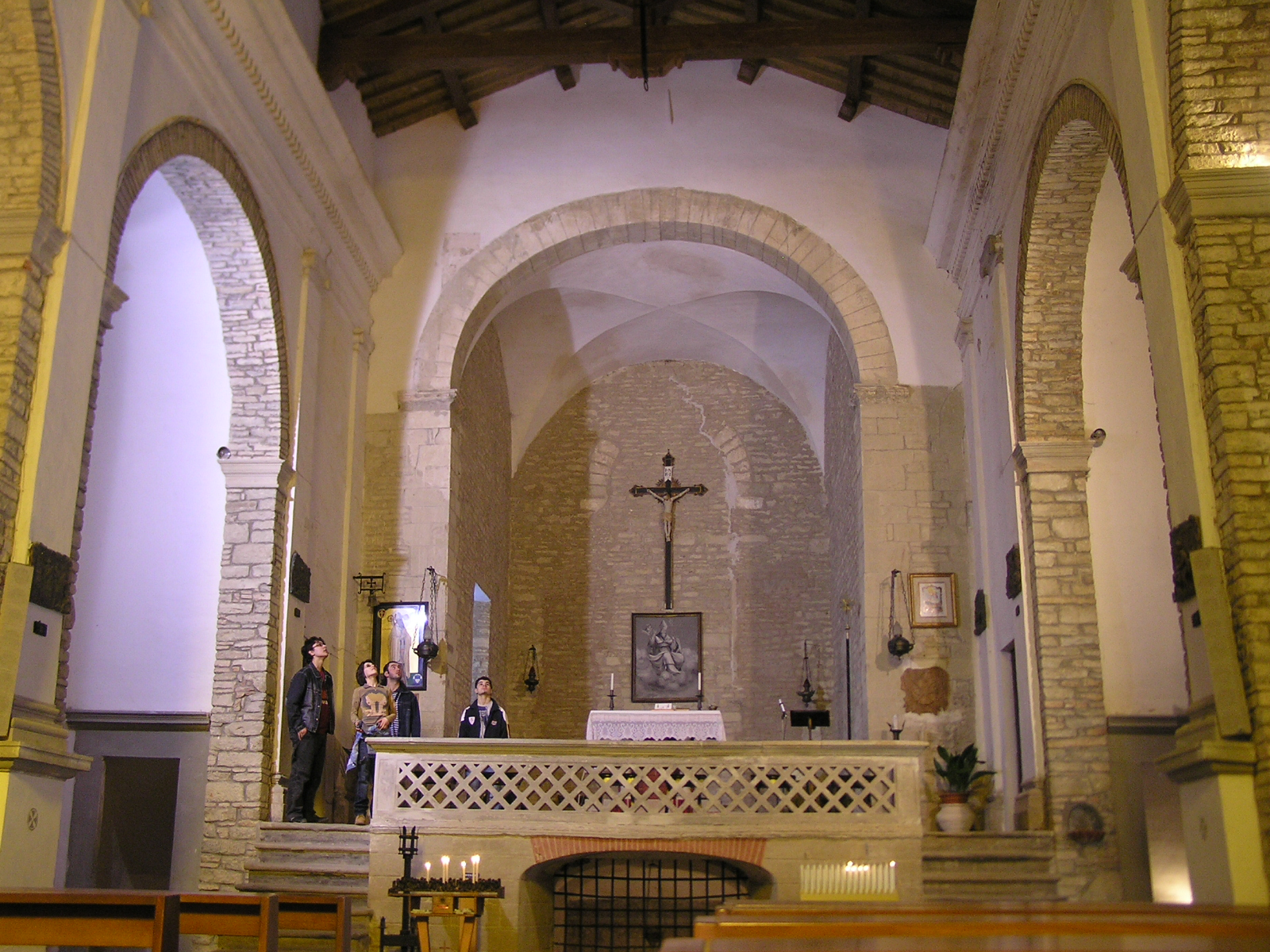
Interno della chiesa (presbiterio ed abside)

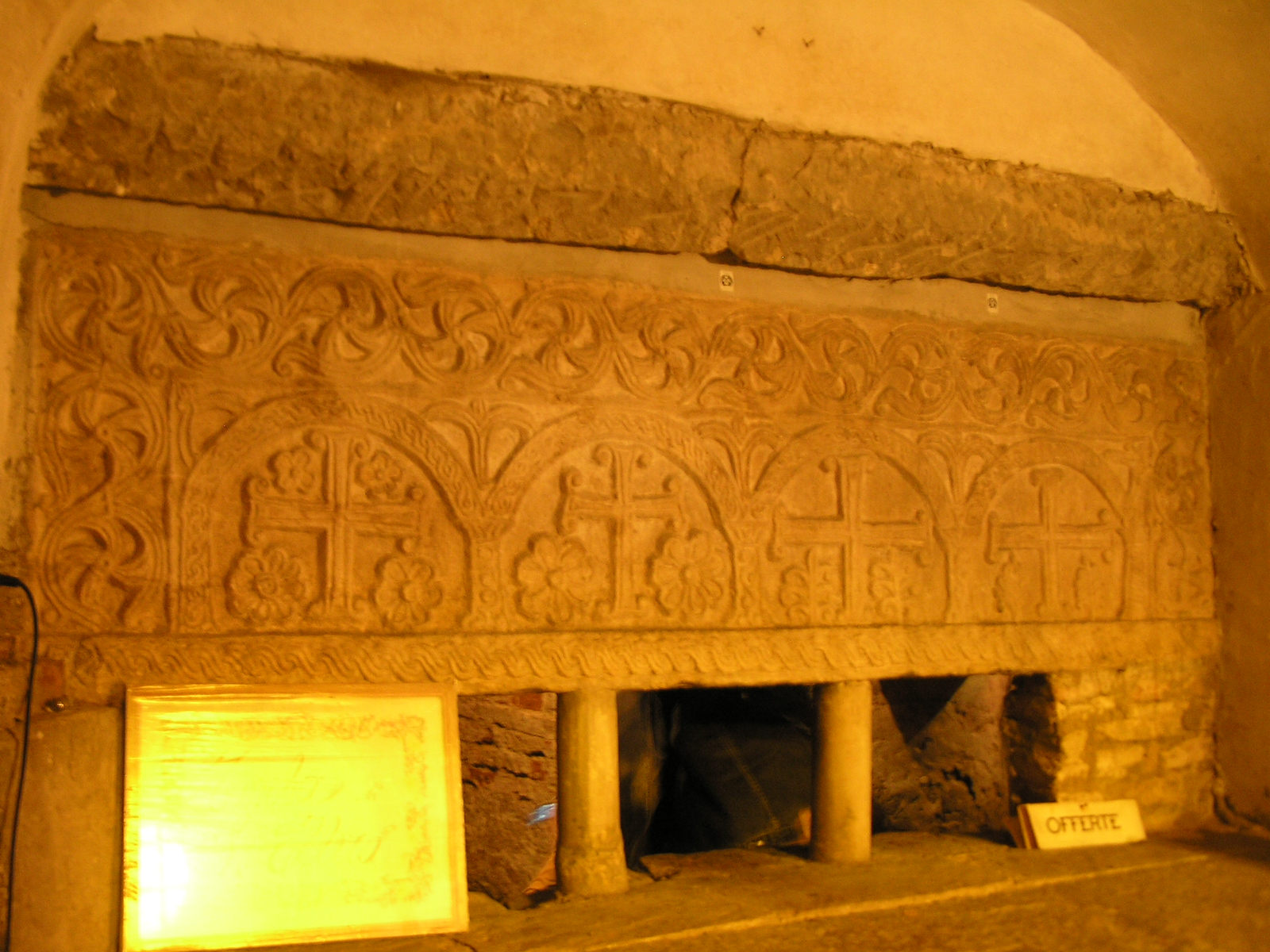
Sarcofago di Sant'Ellero nella cripta paleocristiana

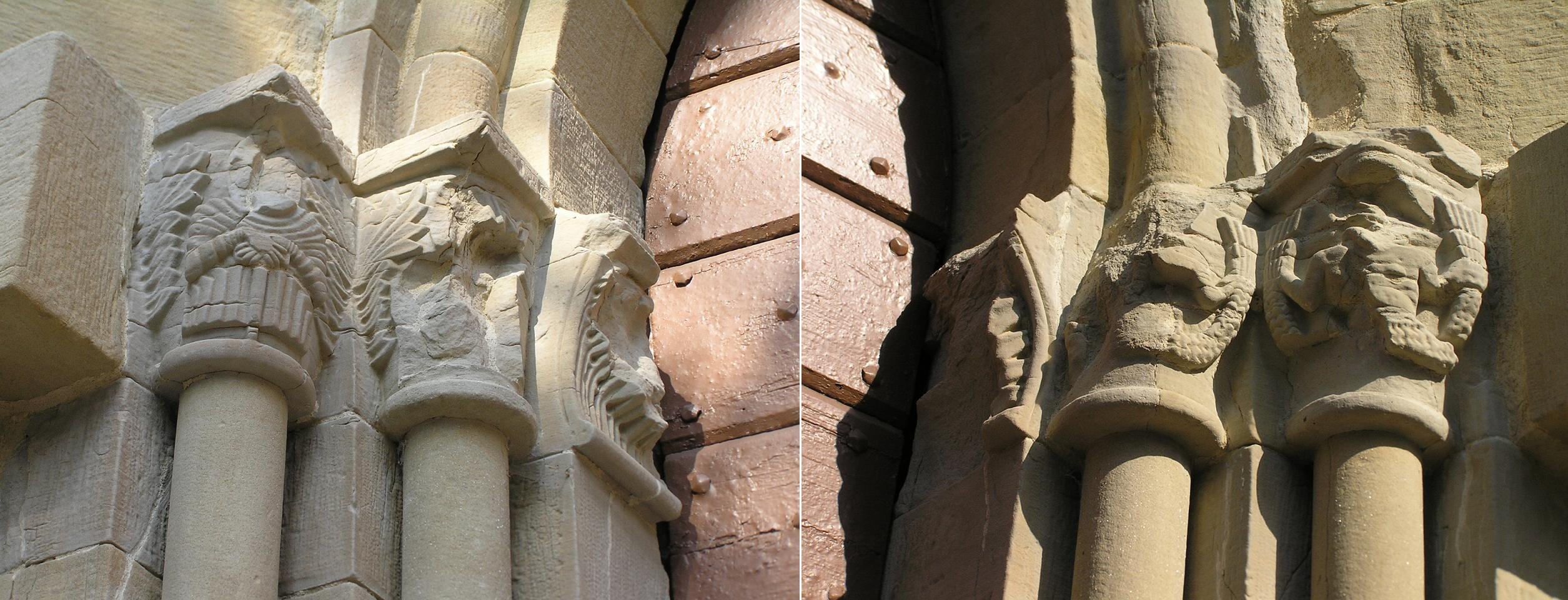
Capitelli scolpiti del portale

Il complesso monastico è stato più volte ricostruito e restaurato: di esso rimane la chiesa romanica con la facciata in blocchi di arenaria. L'osservazione dell'esterno rivela che appartiene al romanico la facciata a salienti, in pietra dalle tonalità calde, nel cui timpano spicca l'oculo cilindrico. La parte più importante e affascinante dell'esterno è comunque il portale, restaurato di recente, strombato verso l'interno, il cui arco a tutto sesto si regge su antichi capitelli scolpiti che recano i segni del tempo, ma ancora perfettamente leggibili:
- sulla destra due donne in forma di sirena bicaudata, simboleggianti la tentazione e il peccato;
- sulla sinistra due monaci cavalieri, dalle braccia incrociate reggenti una spada, a simboleggiare la preghiera e la lotta della chiesa a protezione della cristianità.

In facciata sono inoltre murati frammenti erratici di lastre, scolpiti con motivi geometrici tipicamente bizantini.Degni di nota, sempre all'esterno, sul fianco destro, i due piccoli portali in pietra, medievali, uno dei quali in corrispondenza della base del campanile.
L'interno è la parte che ha subito più rimaneggiamenti, soprattutto la navata centrale vera e propria, che intorno al 1600 ha subito una restrizione, dovuta alla costruzione di alcune cappelle laterali. Originale è invece quasi tutto l'intero presbiterio:
- l'arco absidale, a sesto leggermente ribassato, che si regge su capitelli a mensola decorati da motivi piuttosto arcaici a palmette, pervenuti a noi danneggiati dall'opera di scalpellamento barocca, volta a ricoprire le colonne e la muratura con stucchi policromi (di cui abbiamo tracce sulle stesse mensole). Alla destra dell'arco absidale si nota l'attacco dell'arco a tutto sesto di una finestra, coperta anche in questo caso dalle superfetazioni secentesche;
- l'abside, dalla forma insolitamente squadrata, in cui si vedono ancora chiaramente i resti del finestrone centrale (oggi tamponato) a tutto sesto poggiante su mensole. Da notare la differenza nella muratura, dove troviamo pietra lavorata e intagliata nell'arco della finestra, e pietra più grezza, di dimensioni inferiori, frammista a ciottoli di fiume. Ciò non è da imputare a due fasi costruttive differenti, ma semplicemente a un "risparmio" da parte dei costruttori per gli elementi di minor impatto quali appunto la muratura interna, a vantaggio degli elementi principali, di spicco, quali facciata, archi e finestre;
- lo stesso rialzo presbiteriale. Da non confondere con presbiterale, in quanto derivante da presbiterio, una parte della struttura delle chiese, e non da presbitero, sinonimo di prete, dovuto allo sviluppo della cripta paleocristiana sottostante.

La cripta è la parte che riserva le maggiori sorprese. Questa si suppone essere il primitivo sacello del Santo, il luogo da cui poi si sviluppò la costruzione dell'intera abbazia. Vi troviamo ora il sarcofago di Sant'Ellero, dell'VIII secolo, in marmo greco, scolpito a croci, foglie e fiori dal gusto bizantino ravennate. Dietro ad esso si apre appunto la cella, dove si pensa il Santo si ritirasse a pregare, larga circa un metro e alta poco più, ricoperta da una volta con un foro di 25 cm di diametro. Secondo un'antica tradizione, il fedele pone il capo nel buco intagliato nella roccia e si mette a sedere in un sedile di pietra per prevenire mal di schiena e mal di testa. A fianco dell'ingresso di destra della cella si trova un vano in cui è visibile un sedile in pietra, luogo di preghiera del Santo, dove i fedeli tradizionalmente si siedono per scongiurare il mal di schiena.
Al Metropolitan Museum of Art di New York è conservata una colonnina proveniente dall'abbazia di Sant'Ellero, probabilmente appartenente al chiostro, oggi scomparso.